# 마케촌
마케촌(일본어: 摩気村)은 일본 교토부 후나이군에 있던 촌이다. 현재의 난탄시 남서부에 해당한다.

## 역사
- 1889년 4월 1일 - 정촌제 시행에 의해 8촌의 구역을 가지고 성립하였다.
- 1955년 4월 20일 - 소노베정, 니시혼메촌과 합병해, 새로운 소노베정이 성립, 동일 마케촌은 폐지되었다.

## 출신인
- 히구치 유키치(樋口勇吉, 1869-1938) - 마케촌 오니시(摩氣村大西) 출신의 사업가. 모자 제조로 부를 쌓아 어려운 학생들을 지원하는 장학재단 '후나이군향학사'를 설립. 장학생으로 후지바야시 마스조 등이 있다.

## 참고문헌
- 角川日本地名大辞典 26 京都府